# Pepper Ann
Pepper Ann är en amerikansk tecknad TV-serie från Disney om den unga flickan Pepper Ann Pierson. Serien hade premiär i september 1997 och det sista avsnittet sändes i november 2000.

## Rollista i urval
| Rollfigur                     | Originalröst      |
| ----------------------------- | ----------------- |
| Pepper Ann Pearson            | Kathleen Wilhoite |
| Nicky Anais Little            | Clea Lewis        |
| Milo Kamalani                 | Danny Cooksey     |
| Lydia Pearson                 | April Winchell    |
| Margaret Rose "Moose" Pearson | Pamela Adlon      |